# إليجاه مايلز
إليجاه مايلز هو سياسي كندي، ولد في 16 يناير 1753، وتوفي في 26 مايو 1831.